# Andor Mihály
Andor Mihály (1944. május 27. – 2022. február 25.) magyar szociológus.

## Életpályája
1966–1971 között az ELTE BTK magyar-filozófia szakos hallgatója volt. 1971–1973 között a Volánnál üzemszociológusként tevékenykedett. 1973–1975 között szabadúszó volt. 1975–1992 között a Népművelési Intézet tudományos munkatársa, majd főmunkatársa volt. 1992-től a Magyar Tudományos Akadémia Szociológiai Kutatóintézetének tudományos főmunkatársa volt. 1994–1995 között a művelődési és közoktatási minisztérium tanácsadója volt. 2006-ban nyugdíjba vonult.
Kutatási területe az oktatás-, település- és agrárszociológia. Publicisztikái jelentek meg a Galamusban és a Gépnarancsban.

## Fontosabb művei
- Az üzemi demokrácia feltételei és érvényesülése egy közlekedési vállalatnál (1979)
- Városszövevény (Hidy Péterrel, 1985)
- Dolgozatok az iskoláról (tanulmányok, 1987)
- Néma népszavazás (1989)
- Rendszerváltás Dimbesdombon (1991)
- Igazgatócserék (Liskó Ilonával, 1991)
- Az utolsó igazgatóválasztás (Liskó Ilonával, 1994)
- Húsosfazék, avagy a hús különleges társadalmi szerepe (Replika, 1997. 27. szám)
- Mobilitás és iskolaválasztás (Liskó Ilonával, 2000)
- Romák és oktatás (szerkesztette: Andor Mihály; Iskolakultúra, Pécs, 2001)
- A cigányság társadalomismerete (szerkesztette: Reisz Teréziával, Pécs, 2002)
- Lépéskényszer (Iskolakultúra, 2005/3)
- 20 éves a Törökbálinti Faluszépítő Egyesület, 1986-2006 (összeállította: Bálint Zsuzsannaával; Törökbálinti Faluszépítő Egyesület, Törökbálint, 2006)
- Szegény Micsinay. Egy besúgó élete (Jelenkor, Pécs, 2011)
- A cselédmentalitás visszaépítése, avagy az orbáni oktatáspolitika (Mozgó Világ, 2014. 4. szám)
- Alattvalóképzés (Mozgó Világ, 2017. 1. szám)

## Díjai
- Aszú-díj (1981)[4]